# Villeneuve (Ain)
Villeneuve és un municipi francès al departament de l'Ain i a la regió d'Alvèrnia-Roine-Alps. L'any 2007 tenia 1.306 habitants.

## Demografia

### Població
El 2007 la població de fet de Villeneuve era de 1.306 persones. Hi havia 448 famílies de les quals 73 eren unipersonals (27 homes vivint sols i 46 dones vivint soles), 120 parelles sense fills, 220 parelles amb fills i 35 famílies monoparentals amb fills.
La població ha evolucionat segons el següent gràfic:
Habitants censats

### Habitatges
El 2007 hi havia 489 habitatges, 448 eren l'habitatge principal de la família, 21 eren segones residències i 20 estaven desocupats. 449 eren cases i 40 eren apartaments. Dels 448 habitatges principals, 368 estaven ocupats pels seus propietaris, 74 estaven llogats i ocupats pels llogaters i 6 estaven cedits a títol gratuït; 2 tenien una cambra, 9 en tenien dues, 33 en tenien tres, 118 en tenien quatre i 287 en tenien cinc o més. 372 habitatges disposaven pel capbaix d'una plaça de pàrquing. A 148 habitatges hi havia un automòbil i a 286 n'hi havia dos o més.

### Piràmide de població
La piràmide de població per edats i sexe el 2009 era:
| Homes | Edats   | Dones |
| ----- | ------- | ----- |
| 0     | 95 o +  | 0     |
| 0     | 90 a 94 | 4     |
| 0     | 85 a 89 | 4     |
| 0     | 80 a 84 | 4     |
| 12    | 75 a 79 | 4     |
| 28    | 70 a 74 | 24    |
| 8     | 65 a 69 | 28    |
| 20    | 60 a 64 | 8     |
| 24    | 55 a 59 | 28    |
| 32    | 50 a 54 | 28    |
| 28    | 45 a 49 | 32    |
| 32    | 40 a 44 | 20    |
| 48    | 35 a 39 | 32    |
| 48    | 30 a 34 | 56    |
| 24    | 25 a 29 | 16    |
| 24    | 20 a 24 | 32    |
| 44    | 15 a 19 | 28    |
| 28    | 10 a 14 | 24    |
| 44    | 5 a 9   | 44    |
| 44    | 0 a 4   | 32    |

## Economia
El 2007 la població en edat de treballar era de 843 persones, 689 eren actives i 154 eren inactives. De les 689 persones actives 656 estaven ocupades (364 homes i 292 dones) i 32 estaven aturades (7 homes i 25 dones). De les 154 persones inactives 51 estaven jubilades, 62 estaven estudiant i 41 estaven classificades com a «altres inactius».

### Ingressos
El 2009 a Villeneuve hi havia 469 unitats fiscals que integraven 1.379 persones, la mediana anual d'ingressos fiscals per persona era de 20.165 €.

### Activitats econòmiques
Dels 57 establiments que hi havia el 2007, 1 era d'una empresa alimentària, 2 d'empreses de fabricació de material elèctric, 1 d'una empresa de fabricació d'altres productes industrials, 19 d'empreses de construcció, 10 d'empreses de comerç i reparació d'automòbils, 4 d'empreses de transport, 1 d'una empresa d'hostatgeria i restauració, 1 d'una empresa d'informació i comunicació, 3 d'empreses immobiliàries, 7 d'empreses de serveis, 4 d'entitats de l'administració pública i 4 d'empreses classificades com a «altres activitats de serveis».
Dels 25 establiments de servei als particulars que hi havia el 2009, 1 era una gendarmeria, 1 oficina de correu, 2 tallers de reparació d'automòbils i de material agrícola, 4 paletes, 4 guixaires pintors, 3 fusteries, 4 lampisteries, 3 electricistes, 1 perruqueria, 1 restaurant i 1 saló de bellesa.
Dels 3 establiments comercials que hi havia el 2009, 1 era una botiga de menys de 120 m², 1 una fleca i 1 una botiga de material de revestiment de parets i terra.
L'any 2000 a Villeneuve hi havia 48 explotacions agrícoles que ocupaven un total de 1.917 hectàrees.

## Equipaments sanitaris i escolars
El 2009 hi havia una escola elemental.

## Poblacions properes
El següent diagrama mostra les poblacions més properes.